# بيلي ماي ريتشاردز
بيلي ماي ريتشاردز (بالإنجليزية: Billie Mae Richards)‏‏ (21 نوفمبر 1921 في تورونتو - 10 سبتمبر 2010 في بورلينغتون) ممثلة من كندا.

## روابط خارجية
- بيلي ماي ريتشاردز على موقع IMDb (الإنجليزية)
- بيلي ماي ريتشاردز على موقع ألو سيني (الفرنسية)
- بيلي ماي ريتشاردز على موقع ميوزك برينز (الإنجليزية)
- بيلي ماي ريتشاردز على موقع أول موفي (الإنجليزية)
- بيلي ماي ريتشاردز على موقع قاعدة بيانات الأفلام السويدية (السويدية)
- بيلي ماي ريتشاردز على موقع قاعدة بيانات الفيلم (الإنجليزية)
- بيلي ماي ريتشاردز على موقع كينوبويسك (الروسية)